# Жорж Канділіс
Георгіос (Жорж) Канділіс (грец. Γεώργιος Κανδύλης; Баку, Російська імперія, 29 березня 1911 — Париж, Франція, 10 травня 1995) — відомий грецький і французький архітектор і містобудівник XX століття.

## Життєпис

### Дитинство
Георгіос Канділіс народився в грецькій сім'ї в місті Баку Російської імперії (сьогодні — столиця Азербайджану). Батько його був понтійського походження з Трапезунда, а мати родом з грецького острова Хіос.
У своїх дитячих спогадах Канділіс описує Жовтневу революцію і вступ Червоної армії в Баку в рожевих барвах. Однак згодом його батько був арештований, мати тяжко захворіла і його молодший брат помер. У юнацькому віці Канділіс зі сім'єю переїхав до Греції, де глибше вивчив грецьку мову і отримав грецьке громадянство. Закінчив 3-ю гімназію в афінському районі Колонакі.

### Греція
У період 1931—1936 Канділіс навчався на архітектурному факультеті Афінського Політехнічного університету у викладачів Анастасіоса Орландоса і Дімітріса Пікіоніса.
Як студент Канділіс отримав можливість бути присутнім на важливих подіях, що відбувалися в університеті. Зокрема, відомий франко-швейцарський архітектор Ле Корбюзьє ініціював проведення міжнародних конгресів CIAM — з'їздів сучасних архітекторів з різних країн, об'єднаних ідеєю відновлення архітектури. IV Міжнародний конгрес CIAM був проведений в Афінах в 1933. Містобудівні концепції Корбюзье лягли в основу «Афінської хартії», прийнятої на конгресі.
Після завершення навчання Канділіс відкрив архітектурне бюро на площі Омонія і паралельно працював помічником Іоанніса Деспотопулоса в Політехнічному університеті. У жовтні 1940 був призваний до грецької армії і взяв участь у греко-італійської війні.

### Франція
У 1945 Канділіс був у числі  95 грецьких інтелектуалів (серед них — поранений боєць студентської роти «Байрон» Політехнічного університету, майбутній композитор Яніс Ксенакіс і скульптор Мемос Макріс), яким Октавій Мерло, директор французького інституту Афін, забезпечив стипендію французького уряду і можливість залишити Грецію, у якій відбувалась громадянська війна.
Канділіс переїхав в Париж і незабаром був прийнятий на роботу в архітектурне бюро Ле Корбюзьє, який довірив йому дирекцію ASCORAL (Асоціація Будівельників Архітектурних Інновацій). Разом з Ле Корбюзьє Канділіс взяв участь у проектуванні Unité d'Habitation (супутників міста Марсель) у 1945—1952.
У період 1951—1952, у співпраці з Shadrach Woods і Henri Piot, Канділіс очолив компанію Atbat-Afrique зі штаб-квартирою в Танжері і здобув всесвітню популярність, проектуючи житловий комплекс у місті Касабланка. У 1953, в рамках організації IX Міжнародного конгресу CIAM, Георгіос Канділіс, разом з Джанкарло Де Карло, Альдо ван Ейком, Смітсоном Алісоном і Shadrach Woods заснував Team X, групу, яка успадковувала інститут Всесвітніх конгресів після їх припинення в 1959.
У 1954, у співпраці з Alexis Josic і Shadrach Woods, Канділіс відкрив бюро в Парижі. Незабаром вони виграли конкурс «Operation Million», завдяки якому їх бюро отримало визнання і клієнтуру. У наступні 15 років вони були в центрі архітектурних подій Франції, з такими роботами як нове місто Мірей (Тулуза), 1961—1971; розширення міста Баньоль-сюр-Сез, 1956—1961.
У 1965 за участю студентів Канділіс був обраний професором Паризької вищої школи витончених мистецтв, в якій продовжував викладати і після подій травня 1968 року, в той час, як багато інших професорів були вигнані. При цьому Канділіс був першим іноземним викладачем і єдиним викладачем, який не був випускником цієї школи. Одночасно Канділіс читав лекції і в інших університетах Франції та Європи.
З 1969 Канділіс продовжує працювати без своїх партнерів, як незалежний архітектор, проектуючи чудові роботи: курорти Port-Leucate і Port-Barcarès в регіоні Східні Піренеї (1964—1972) і архітектурний факультет в університеті міста Тулуза (1970).
У 1979 Канділіс був призначений членом Вищого комітету культури при французькому уряді.

### Співпраця з Грецією
Канділіса неодноразово запрошували радником містобудування грецькі уряди. У 1962 він запропонував проект переміщення центру Великих Афін в прибережний столичний район Нео Фаліро.
Будучи президентом Європейського культурного центру Дельф, запропонував будівництво відкритого театру, на відстані 1 км на схід від археологічного майданчика. Ідею втілили в життя в 2004, вже після смерті Канділіса, архітектори Елені Хадзініколау і Солон Ксенопулос.
У Греції Канділіс працював в останні роки свого життя, очолюючи групу підготовки досьє «Афіни 1996», тобто кандидатуру Афін на проведення Олімпійських ігор у 1996, через 100 років після проведення перших Олімпійських ігор сучасності в Афінах в 1896.
Греція програла у фінальному голосуванні Атланті, що ображені греки вважали перемогою не Атланти, а Кока-коли.
Але його ідеї були використані при підготовці досьє «Афіни 2004». Успіх кандидатури Афін на проведення Олімпійських ігор 2004 був присвячений пам'яті Канділіса.
Канділіс помер 10 травня 1995 в Парижі.

## Основні проекти
- 1945—1952: Співробітник Ле Корбюзьє в проектуванні міст супутників Марселя (Променисте місто Марсель).
- 1951—1952: Будівлі «Sémiramis» і «Nids d'abeille» в кварталі Carrières centrales Касабланки.

### Архітектурне бюро Candilis-Josic-Woods

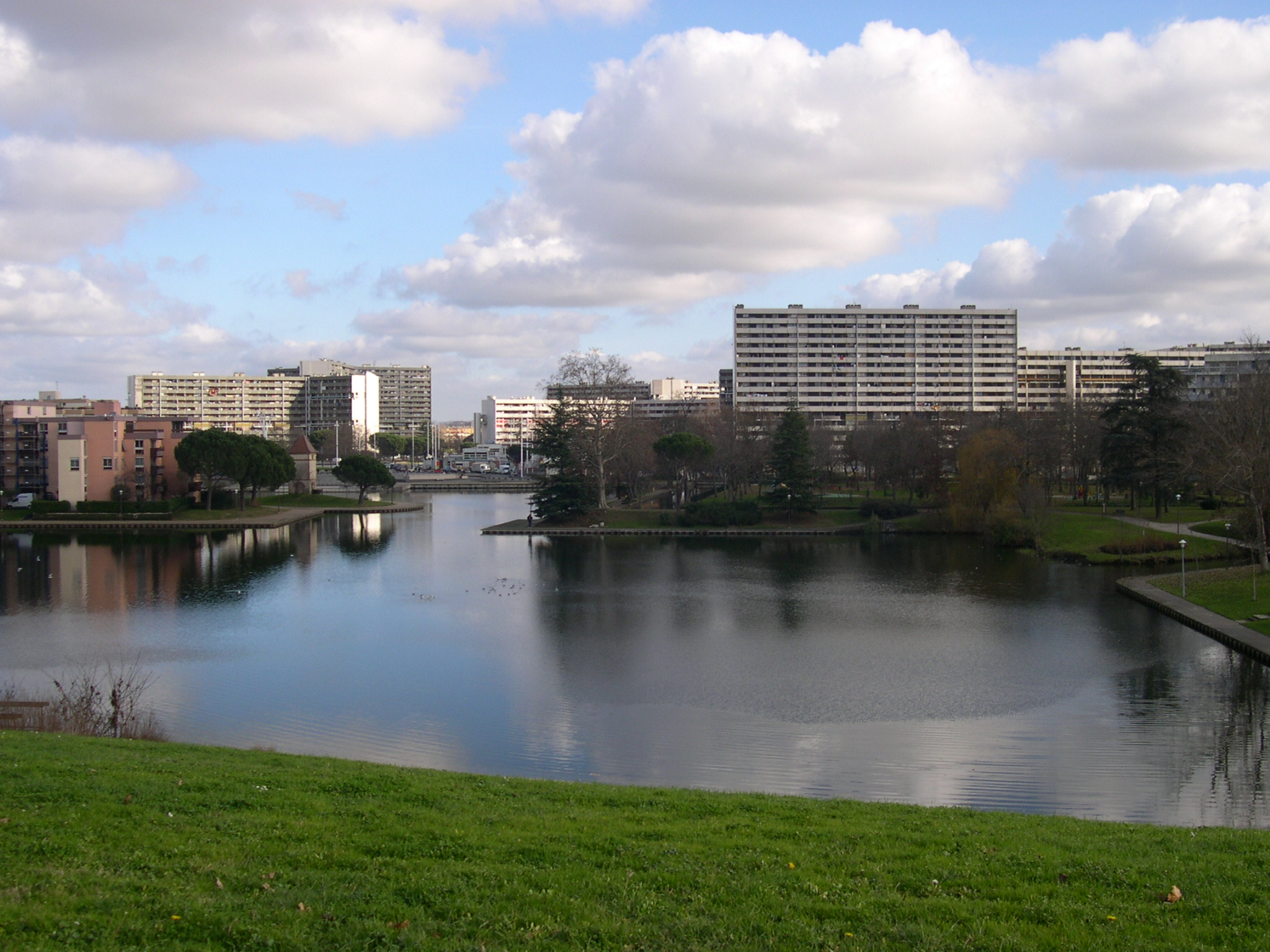
Вид на квартал Mirail, Тулуза.

- 1955: місто «Le village» в Persans (Валь-д'Уаз).
- 1956—1961: головний архітектор по розширенню міста Баньоль-сюр-Сез (Гар) на замовлення CEA.
- 1956—1962: Квартал Emmaüs, вулиця de l'étoile Бобіньї (735 будинків)[12].
- 1957: квартал П'єр-Монтійе в Ле-Блан-Менілі.
- 1957—1960: житловий комплекс і ринок в Bois-Colombes (О-де-Сен).
- 1957: квартал Emmaüs в Ольне-су-Буа (Сена-Сен-Дені) (250 будинків).
- 1958—1962: «вежі» жител на вулицях Gabriel-Péri і Célestin-Alphonso в Іврі-сюр-Сені (Валь-де-Марн).
- 1959: житлові будинки на вулиці Léon-Martine в Шатне-Малабрі.
- 1959—1962: комплекс жител «La Viste» в Марселі (1000 квартир).
- 1959—1962: розкішні будинки «Résidence Vaugirard Mathurin Régnier» на вулиці Vaugirard і Mathurin Régnier (XV округ Париж).
- 1961: комплекс домів «Cité du Soleil» в Авіньйоні.
- 1961—1966: проектування зони міського розвитку району Mirail в Тулузі.
- 1961: проектування розвитку регіону Маноск (Альпи Верхнього Провансу), в рамках програми «Patrimoine du XXe siècle»[13]).
- 1961—1962: французька початкова школа в Женеві[14].
- 1962: зимовий спортивний курорт в Saint-Martin-de-Belleville (Савоя).
- 1964: Церква Благовіщення в Saint-Julien-l'Ars (В'єнна).
- 1964: житловий комплекс «Le Clos d'Orville» в місті Нім.
- 1965: промислова зона Les Bruyères в місті Севр.
- 1967—1975: Університет Toulouse II в районі Mirail.
- 1969: Вільний університет Берліна.

### Особисті роботи
- 1964—1972: курорти в Порт-Льокаті і в Порт-Баркаресі (Од і Східні Піренеї).
- 1970: архітектурний факультет (Тулуза).
- 1970: квартал Рю-де-Во в Езанвіль.
- 1972: курорт Парк-Масолен в Рокбрюн-Кап-Мартен.
- 1975: житловий комплекс «Résidence de France» в Гаврі[15].

### Публікації
- Recherches sur l'architecture des loisirs, éd. Eyrolles, 1973, 144 p.
- Bâtir la Vie, éd. Stock, 1977, 311 p.; réédition Infolio, coll. Archigraphy Poche, Gollion, 2012 (auto-rétrospective de son travail)